# Argyrops bleekeri
Argyrops bleekeri is een  straalvinnige vissensoort uit de familie van zeebrasems (Sparidae). De wetenschappelijke naam van de soort is voor het eerst geldig gepubliceerd in 1927 door Oshima.